# World Matchplay (Snooker)
Das World Matchplay war ein zwischen 1988 und 1992 ausgetragenes Snookerturnier, das als Einladungsturnier Teil der Profitour war.

## Geschichte
Bereits zuvor gab es andere Snookerturniere mit ähnlichem Namen, so zum Beispiel die von Eddie Charlton 1796 in Australien ausgerichtete World Professional Matchplay Championship. Ferner wurde die Snookerweltmeisterschaft in den 1950ern unter dem Namen Professional Matchplay Championship ausgetragen. Beide Turniere haben aber, außer der Namensähnlichkeit, nicht direkt etwas mit dem World Matchplay zu tun. Dieses wurde 1988 von Barry Hearns Matchroom Sport als Einladungsturnier für die Top 12 der Snookerweltrangliste initiiert. Da die Rangliste offiziell stets nur zum Saisonende aktualisiert wurde, nahm man als Berechnungsgrundlage den zum jeweiligen Turnier aktuellen „Zwischenstand“, die sogenannte provisional ranking list. In den ersten drei Jahren fand das Turnier in Brentwood statt, danach zog es nach Doncaster. Zunächst von Everest, später von Coalite gesponsert, wurden je Ausgabe mehr als 100.000 Pfund Sterling an Preisgeldern ausgeschüttet. Rekordsieger ist Jimmy White mit zwei Siegen; Rekordfinalist ist Steve Davis mit drei Finalteilnahmen.

## Sieger
| Jahr                                | Austragungsort                      | Sieger                              | Ergebnis                            | Finalist                            | Sponsor                             | Saison                              |
| World Matchplay – Einladungsturnier | World Matchplay – Einladungsturnier | World Matchplay – Einladungsturnier | World Matchplay – Einladungsturnier | World Matchplay – Einladungsturnier | World Matchplay – Einladungsturnier | World Matchplay – Einladungsturnier |
| ----------------------------------- | ----------------------------------- | ----------------------------------- | ----------------------------------- | ----------------------------------- | ----------------------------------- | ----------------------------------- |
| 1988                                | Brentwood – International Centre    | Steve Davis                         | 9:5                                 | John Parrott                        | Everest                             | 1988/89                             |
| 1989                                | Brentwood – International Centre    | Jimmy White                         | 18:9                                | John Parrott                        | Everest                             | 1989/90                             |
| 1990                                | Brentwood – International Centre    | Jimmy White                         | 18:9                                | Stephen Hendry                      | Coalite                             | 1990/91                             |
| 1991                                | Doncaster – The Dome                | Gary Wilkinson                      | 18:11                               | Steve Davis                         | Coalite                             | 1991/92                             |
| 1992                                | Doncaster – The Dome                | James Wattana                       | 9:4                                 | Steve Davis                         | Coalite                             | 1992/93                             |